# Epropetes ozodiformis
Epropetes ozodiformis là một loài bọ cánh cứng trong họ Cerambycidae.